# Třebějice
Třebějice település Csehországban, a Tábori járásban. Třebějice Přehořov, Mezná, Višňová és Dírná településekkel határos. Lakosainak száma 67 fő (2024. január 1.).

## Népesség
A település lakosságának változását az alábbi diagram mutatja:
| Lakosok száma | 258  | 256  | 228  | 171  | 117  | 72   | 73   | 66   | 61   | 67   |
|               | 1869 | 1900 | 1921 | 1961 | 1980 | 2011 | 2016 | 2019 | 2021 | 2024 |